# LG V60 ThinQ
LG V60 ThinQ 5G (обычно называемый LG V60) представляет собой Android-фаблет, производимый LG Electronics как часть серии LG V. Он был анонсирован в феврале 2020 года и является преемником LG V50 ThinQ. 5 апреля 2021 года LG объявила о закрытии своего подразделения мобильных телефонов и прекращении производства всех оставшихся устройств. LG отметила, что телефон будет доступен до тех пор, пока не закончатся существующие запасы.

## Технические характеристики

### Дизайн и оборудование
Для рамы используется анодированный алюминий, однако в отличие от V50 края скошены. Gorilla Glass 5 присутствует на передней панели, а Gorilla Glass 6 — на задней. Модуль камеры немного выступает сзади, как на LG V40, и вспышка больше не является отдельной, а датчик отпечатков пальцев, установленный сзади, заменен оптическим блоком под экраном. На передней панели двойные камеры V40 и V50 были заменены одной фронтальной камерой, которая уменьшает размер выреза дисплея. V60 доступен в классическом синем или классном белом цвете; рейтинг IP68 сохраняется. Устройство использует процессор Snapdragon 865 с графическим процессором Adreno 650 и поддерживает 5G. Он доступен с 8 ГБ оперативной памяти LPDDR4X и 128 ГБ или 256 ГБ хранилища UFS 2.1 Расширение карты MicroSD поддерживается через гибридный слот для одной SIM-карты, до 2 ТБ с одной SIM-картой. Дисплей P-OLED больше, чем у V50 -  6,8 дюйма (172,7 мм) и имеет более широкое соотношение сторон 20,5: 9, но разрешение было снижено до 1080p с 1440p. Дисплей поддерживает активный перьевой ввод Wacom AES, но перо не входит в комплект и для него нет встроенного хранилища. Чтобы конкурировать со складными смартфонами, устройство предлагает аксессуар для корпуса, известный как «LG DualScreen», который содержит второй 6,8-дюймовый дисплей с разрешением 1080p. Он подключается и питается через разъем USB type-C телефона, а также поддерживает активный перьевой ввод. Во время использования DualScreen телефон можно заряжать с помощью прилагаемого магнитного зарядного наконечника. Присутствуют стереодинамики с активным шумоподавлением и 3,5-мм аудиоразъем. Аккумулятор  5000 мАч, поддерживает высокоскоростную быструю зарядку - проводную  USB-C (Quick Charge 4.0+) и беспроводную  (Qi). На задней панели используется тройная камера, состоящая из датчика шириной 64 МП, сверхширокого датчика 13 МП и 3D-датчика глубины во время полета. Нет телеобъектива, как на V40 и V50; LG утверждает, что высокое разрешение широкоугольного сенсора позволяет снимать фотографии с зумом без потерь. Задняя камера теперь может записывать видео с разрешением 8K со скоростью 26 кадров в секунду. Фронтальная камера имеет разрешение 10 МП и теперь может записывать видео 4K со скоростью 60 кадров в секунду.

### Программное обеспечение
LG V60 ThinQ поставляется с Android 10 и использует LG UX 9.
В марте 2023 года LG V60 ThinQ получил обновление программного обеспечения, в том числе версию Android 13.